# Campionati del mondo Ironman del 2010
L'edizione dei Campionati del Mondo di Ironman del 2010 si è tenuta a Kailua-Kona, Hawaii.
Tra gli uomini ha vinto per la seconda volta l'australiano Chris McCormack, mentre tra le donne si è laureata campionessa del mondo "ironman" l'australiana Mirinda Carfrae.
Si è trattata della 34ª edizione dei campionati mondiali di ironman, che si tengono annualmente dal 1978 con una competizione addizionale che si è svolta nel 1982. I campionati sono organizzati dalla World Triathlon Corporation (WTC).

## Ironman Hawaii - Classifica

### Uomini
| Pos. | Tempo   | Nome                | Paese       | Ripartizione tempi | Ripartizione tempi | Ripartizione tempi | Ripartizione tempi | Ripartizione tempi |
| Pos. | Tempo   | Nome                | Paese       | Nuoto              | T1                 | Bici               | T2                 | Corsa              |
| ---- | ------- | ------------------- | ----------- | ------------------ | ------------------ | ------------------ | ------------------ | ------------------ |
|      | 8:10:37 | Chris McCormack     | Australia   | 51:36              | 1:43               | 4:31:51            | 1:58               | 2:43:31            |
|      | 8:12:17 | Andreas Raelert     | Germania    | 51:27              | 1:54               | 4:32:27            | 2:05               | 2:44:25            |
|      | 8:13:14 | Marino Vanhoenacker | Belgio      | 51:33              | 1:59               | 4:31:00            | 1:58               | 2:46:46            |
| 4    | 8:16:53 | Craig Alexander     | Australia   | 51:32              | 1:49               | 4:39:35            | 2:00               | 2:41:59            |
| 5    | 8:20:11 | Raynard Tissink     | Sudafrica   | 52:25              | 1:56               | 4:30:48            | 2:20               | 2:52:44            |
| 6    | 8:21:00 | Timo Bracht         | Germania    | 53:52              | 1:59               | 4:29:42            | 2:10               | 2:53:18            |
| 7    | 8:22:02 | Eneko Llanos        | Spagna      | 51:38              | 2:01               | 4:39:23            | 2:00               | 2:47:03            |
| 8    | 8:22:59 | Dirk Bockel         | Lussemburgo | 51:12              | 2:03               | 4:35:48            | 1:56               | 2:52:02            |
| 9    | 8:23:26 | Pete Jacobs         | Australia   | 51:15              | 2:02               | 4:47:05            | 2:01               | 2:41:06            |
| 10   | 8:24:04 | Faris Al-Sultan     | Germania    | 51:25              | 1:54               | 4:32:40            | 2:39               | 2:55:28            |

### Donne
| Pos. | Tempo   | Nome                 | Paese       | Ripartizione tempi | Ripartizione tempi | Ripartizione tempi | Ripartizione tempi | Ripartizione tempi |
| Pos. | Tempo   | Nome                 | Paese       | Nuoto              | T1                 | Bici               | T2                 | Corsa              |
| ---- | ------- | -------------------- | ----------- | ------------------ | ------------------ | ------------------ | ------------------ | ------------------ |
|      | 8:58:36 | Mirinda Carfrae      | Australia   | 55:53              | 1:56               | 5:04:59            | 2:18               | 2:53:32            |
|      | 9:06:00 | Caroline Steffen     | Svizzera    | 55:57              | 2:01               | 4:59:23            | 2:53               | 3:05:47            |
|      | 9:10:04 | Julie Dibens         | Regno Unito | 53:50              | 1:56               | 4:55:28            | 2:39               | 3:16:12            |
| 4    | 9:16:47 | Virginia Berasategui | Spagna      | 57:46              | 2:22               | 5:05:36            | 2:34               | 3:08:31            |
| 5    | 9:18:48 | Rachel Joyce         | Regno Unito | 52:25              | 1:53               | 5:10:33            | 2:49               | 3:11:09            |
| 6    | 9:22:48 | Karin Thuerig        | Svizzera    | 1:13:12            | 3:10               | 4:48:22            | 3:39               | 3:14:27            |
| 7    | 9:23:33 | Yvonne Van Vlerken   | Paesi Bassi | 1:01:58            | 2:00               | 4:59:42            | 2:16               | 3:17:39            |
| 8    | 9:26:42 | Caitlin Snow         | Stati Uniti | 57:50              | 2:27               | 5:27:40            | 2:41               | 2:56:04            |
| 9    | 9:27:02 | Heleen Bij De Vaate  | Paesi Bassi | 1:13:07            | 2:16               | 5:02:30            | 2:22               | 3:06:49            |
| 10   | 9:27:42 | Leanda Cave          | Regno Unito | 55:43              | 1:49               | 5:07:30            | 2:36               | 3:20:06            |

## Gare di qualifica
Per poter gareggiare all'Ironman Hawaii del 2010, gli atleti hanno dovuto ottenere una delle qualifiche messe in palio nelle gare Ironman sparse per il mondo e in alcune competizioni Ironman 70.3 selezionate. Un certo numero di slot è stato messo a disposizione dei residenti alle Hawaii o attraverso una lotteria. La World Triathlon Corporation può, inoltre, invitare direttamente alcuni atleti.
La serie di gare Ironman nel 2010 è consistita in 24 competizioni, oltre alla gara dei Campionati del mondo dell'anno precedente (2009) - che ha garantito essa stessa un certo numero di slot per i Campionati del mondo dell'anno 2010.
La serie è iniziata con l'Ironman Wisconsin, che si è tenuto il 13 settembre 2009.

## Ironman - Risultati della serie

### Uomini
| Evento                | Oro                 | Tempo   | Argento             | Tempo   | Bronzo            | Tempo   |
| Wisconsin             | Raynard Tissink     | 8:45:19 | Christian Ritter    | 8:50:34 | Raimo Raudsepp    | 8:51:30 |
| Hawaii 2009           | Craig Alexander     | 8:20:21 | Chris Lieto         | 8:22:56 | Andreas Raelert   | 8:24:32 |
| Florida               | Kirill Kotshegarov  | 8:25:29 | Maxime Kriat        | 8:26:51 | Massimo Cigana    | 8:28:04 |
| Arizona               | Jordan Rapp         | 8:13:35 | T J Tollakson       | 8:20:22 | Torsten Abel      | 8:20:39 |
| Cozumel               | Rutger Beke         | 8:18:40 | Viktor Zyemtsev     | 8:29:10 | Sebastian Pedraza | 8:33:28 |
| Australia Occidentale | Patrick Vernay      | 8:13:59 | Scott Neyedli       | 8:17:47 | Jimmy Johnsen     | 8:21:11 |
| Malesia               | Marino Vanhoenacker | 8:22:31 | Hiroyuki Nishiuchi  | 8:50:52 | Romaine Guillaume | 8:54:38 |
| New Zealand           | Cameron Brown       | 8:21:52 | Terenzo Bozzone     | 8:30:00 | Kieran Doe        | 8:34:16 |
| China                 | Luke McKenzie       | 8:41:15 | Jozsef Major        | 8:52:29 | Jens Groenbek     | 9:17:06 |
| Australia             | Patrick Vernay      | 8:23:54 | Scott Neyedli       | 8:27:58 | Trent Chapman     | 8:32:52 |
| South Africa          | Raynard Tissink     | 8:23:28 | Mathias Hecht       | 8:28:53 | Daniel Fontana    | 8:33:48 |
| St. George            | Michael Weiss       | 8:40:08 | Ben Hoffman         | 8:52:54 | Chris McDonald    | 8:54:42 |
| Lanzarote             | Eneko Llanos        | 8:37:42 | Bert Jammaer        | 8:39:35 | Maik Twelsiek     | 8:42:52 |
| Brazil                | Luke McKenzie       | 8:07:39 | Ezequiel Morales    | 8:12:44 | Santiago Ascenço  | 8:18:33 |
| Coeur d'Alene         | Andy Potts          | 8:24:40 | Courtney Ogden      | 8:38:17 | Michael Lovato    | 8:41:17 |
| France                | Marcel Zamora Perez | 8:25:28 | Frederik Van Lierde | 8:30:39 | Olivier Marceau   | 8:52:25 |
| Germany               | Andreas Raelert     | 8:05:15 | Timo Bracht         | 8:10:22 | Chris McCormack   | 8:14:43 |
| Austria               | Marino Vanhoenacker | 7:52:05 | Dennis Devriendt    | 8:12:51 | Michael Weiss     | 8:14:50 |
| Switzerland           | Ronnie Schildknecht | 8:12:40 | Swen Sundberg       | 8:29:18 | Mike Aigroz       | 8:34:24 |
| Lake Placid           | Ben Hoffman         | 8:39:34 | Petr Vabrousek      | 8:46:33 | Maik Twelsiek     | 8:48:33 |
| Regensburg            | Faris Al-Sultan     | 8:13:37 | Andreas Böcherer    | 8:19:28 | Nils Goerke       | 8:22:57 |
| United Kingdom        | Fraser Cartmell     | 8:40:17 | Stephen Bayliss     | 8:46:18 | Axel Zeebroek     | 8:49:37 |
| Canada                | Viktor Zyemtsev     | 8:32:28 | Christian Brader    | 8:32:41 | Stephan Vuckovic  | 8:38:31 |
| Louisville            | Paul Ambrose        | 8:29:59 | Martin Jensen       | 8:41:54 | Max Longree       | 8:50:10 |

### Donne
| Evento                | Oro                 | Tempo    | Argento              | Tempo    | Bronzo               | Tempo    |
| Wisconsin             | Amy Marsh           | 9:43:59  | Irene Kinnegim       | 10:01:34 | Hillary Biscay       | 10:02:58 |
| Hawaii 2009           | Chrissie Wellington | 8:54:02  | Mirinda Carfrae      | 9:13:59  | Virginia Berasategui | 9:15:28  |
| Florida               | Sofie Goos          | 9:08:38  | Tamara Kozulina      | 9:12:47  | Bella Bayliss        | 9:13:52  |
| Arizona               | Samantha McGlone    | 9:09:19  | Linsey Corbin        | 9:13:46  | Kate Major           | 9:20:12  |
| Cozumel               | Yvonne van Vlerken  | 9:06:58  | Bella Bayliss        | 9:22:34  | Edith Niederfriniger | 9:30:44  |
| Australia Occidentale | Gina Crawford       | 9:16:52  | Christie Sym         | 9:20:41  | Sarah Pollett        | 9:21:33  |
| Malesia               | Belinda Granger     | 9:23:33  | Edith Niederfriniger | 9:35:02  | Hillary Biscay       | 10:10:59 |
| New Zealand           | Joanna Lawn         | 9:14:35  | Gina Crawford        | 9:28:26  | Kim Loeffler         | 9:30:57  |
| China                 | Amy Marsh           | 9:52:45  | Nicole Leder         | 10:02:58 | Heidi Jesberger      | 10:08:52 |
| Australia             | Carrie Lester       | 9:23:50  | Rebekah Keat         | 9:33:10  | Amelie Pearson       | 9:46:09  |
| South Africa          | Sonia Tajsich       | 9:16:55  | Caroline Steffen     | 9:22:00  | Tine Deckers         | 9:29:59  |
| St. George            | Heather Wurtele     | 9:35:26  | Meredith Kessler     | 9:46:58  | Caitlin Snow         | 10:07:26 |
| Lanzarote             | Catriona Morrison   | 10:03:52 | Louise Collins       | 10:05:20 | Nicole Woysch        | 10:11:17 |
| Brazil                | Tereza Macel        | 9:19:13  | Dede Griesbauer      | 9:26:09  | Maria Omar           | 9:36:04  |
| Coeur d'Alene         | Linsey Corbin       | 9:17:54  | Meredith Kessler     | 9:23:52  | Kelly Williamson     | 9:39:23  |
| France                | Tine Deckers        | 9:21:29  | Erika Csomor         | 9:36:08  | Alexandra Louison    | 9:38:25  |
| Germany               | Sandra Wallenhorst  | 9:04:27  | Caroline Steffen     | 9:06:42  | Yvonne van Vlerken   | 9:10:21  |
| Austria               | Eva Dollinger       | 9:18:50  | Karina Ottosen       | 9:34:50  | Beate Goertz         | 9:38:56  |
| Switzerland           | Karin Thürig        | 9:00:04  | Heleen Bij De Vaate  | 9:23:50  | Monika Lehmann       | 9:28:25  |
| Lake Placid           | Amy Marsh           | 9:27:30  | Caitlin Snow         | 9:44:18  | Lisa Marangon        | 9:51:31  |
| Regensburg            | Sonia Tajsich       | 9:09:46  | Katja Rabe           | 9:32:04  | Corinne Abraham      | 9:41:21  |
| United Kingdom        | Yvette Grice        | 10:01:02 | Bella Bayliss        | 10:06:51 | Joanna Carritt       | 10:16:22 |
| Canada                | Meredith Kessler    | 9:13:46  | Heather Wurtele      | 9:17:17  | Mackenzie Madison    | 9:34:51  |
| Louisville            | Rebekah Keat        | 9:33:15  | Kim Loeffler         | 9:44:23  | Bree Wee             | 9:50:35  |

## Calendario competizioni
| Progr. | Data              | Evento                        | Sede                                 | Nazione       |
| ------ | ----------------- | ----------------------------- | ------------------------------------ | ------------- |
| 1      | 13 settembre 2009 | Ironman Wisconsin             | Madison, Wisconsin                   | Stati Uniti   |
| 2      | 10 ottobre 2009   | Ironman Hawaii                | Kailua-Kona, Hawaii                  | Stati Uniti   |
| 3      | 6 novembre 2009   | Ironman Florida               | Panama City Beach, Florida           | Stati Uniti   |
| 4      | 22 novembre 2009  | Ironman Arizona               | Tempe, Arizona                       | Stati Uniti   |
| 5      | 29 novembre 2009  | Ironman Cozumel               | Cozumel, Quintana Roo                | Messico       |
| 6      | 5 dicembre 2009   | Ironman Australia Occidentale | Busselton, Australia Occidentale     | Australia     |
| 7      | 27 febbraio 2010  | Ironman Malesia               | Langkawi                             | Malaysia      |
| 8      | 6 marzo 2010      | Ironman Nuova Zelanda         | Taupo                                | Nuova Zelanda |
| 9      | 14 marzo 2010     | Ironman Cina                  | Haikou, Isola di Hainan              | Cina          |
| 10     | 28 marzo 2010     | Ironman Australia             | Port Macquarie, Nuovo Galles del Sud | Australia     |
| 11     | 25 aprile 2010    | Ironman Sudafrica             | Port Elizabeth                       | Sudafrica     |
| 12     | 1º maggio 2010    | Ironman St.George             | St.George, Utah                      | Stati Uniti   |
| 13     | 22 maggio 2010    | Ironman Lanzarote             | Puerto del Carmen, Lanzarote         | Spagna        |
| 14     | 30 maggio 2010    | Ironman Brasile               | Florianópolis                        | Brasile       |
| 15     | 13 giugno 2010    | Ironman Giappone              | Gotō, Nagasaki                       | Giappone      |
| 16     | 27 giugno 2010    | Ironman Coeur d'Alene         | Coeur d'Alene, Idaho                 | Stati Uniti   |
| 17     | 27 giugno 2010    | Ironman Francia               | Nizza                                | Francia       |
| 18     | 4 luglio 2010     | Ironman Germania              | Francoforte                          | Germania      |
| 19     | 4 luglio 2010     | Ironman Austria               | Klagenfurt                           | Austria       |
| 20     | 25 luglio 2010    | Ironman Svizzera              | Zurigo                               | Svizzera      |
| 21     | 25 luglio 2010    | Ironman Lake Placid           | Lake Placid, New York                | Stati Uniti   |
| 22     | 1º agosto 2010    | Ironman Ratisbona             | Ratisbona, Baviera                   | Germania      |
| 23     | 1º agosto 2010    | Ironman Regno Unito           | Bolton, Grande Manchester            | Regno Unito   |
| 24     | 29 agosto 2010    | Ironman Canada                | Penticton, Columbia Britannica       | Canada        |
| 25     | 29 agosto 2010    | Ironman Louisville            | Louisville, Kentucky                 | Stati Uniti   |

## Medagliere competizioni
| Pos. | Paese           | Oro | Argento | Bronzo |    |
| ---- | --------------- | --- | ------- | ------ | -- |
| 1    | Stati Uniti     | 8   | 9       | 8      | 25 |
| 2    | Australia       | 6   | 4       | 7      | 17 |
| 3    | Germania        | 5   | 7       | 10     | 22 |
| 4    | Regno Unito     | 5   | 6       | 3      | 14 |
| 5    | Belgio          | 5   | 3       | 2      | 10 |
| 6    | Nuova Zelanda   | 3   | 2       | 1      | 6  |
| 7    | Svizzera        | 2   | 3       | 3      | 8  |
| 8    | Canada          | 2   | 1       | 0      | 3  |
| 9    | Austria         | 2   | 0       | 1      | 3  |
| 10   | Spagna          | 2   | 0       | 1      | 3  |
| 11   | Nuova Caledonia | 2   | 0       | 0      | 2  |
| 12   | Sudafrica       | 2   | 0       | 0      | 2  |
| 13   | Ucraina         | 1   | 3       | 0      | 4  |
| 14   | Paesi Bassi     | 1   | 2       | 1      | 4  |
| 15   | Rep. Ceca       | 1   | 1       | 0      | 2  |
| 16   | Estonia         | 1   | 0       | 1      | 2  |
| 17   | Danimarca       | 0   | 2       | 2      | 4  |
| 18   | Ungheria        | 0   | 2       | 0      | 2  |
| 19   | Italia          | 0   | 1       | 4      | 5  |
| 20   | Argentina       | 0   | 1       | 1      | 2  |
| 21   | Giappone        | 0   | 1       | 0      | 1  |
| 22   | Francia         | 0   | 0       | 2      | 2  |
| 23   | Brasile         | 0   | 0       | 1      | 1  |